# Moraleja del Vino
Pour l’article homonyme, voir Moraleja (homonymie).
Moraleja del Vino est une commune espagnole de la province de Zamora dans la communauté autonome de Castille-et-León.